# Уста, Беркин
Беркин Уста (тур. Berkin Usta; 29 мая 2000, Бурса — 27 марта 2025, Малый Олимп, Бурса) — турецкий горнолыжник. Участник Зимних Олимпийских игр 2022 года.

## Биография
Беркин Уста родился 29 мая 2000 года в Бурсе, Турция.
Отец Беркина, Яхья Уста, был горнолыжником, и с двух лет стал обучать Беркина лыжному спорту.
Обучался в Стамбульском университете Билги, по специальности международная торговля и бизнес.
Беркин участвовал в соревнованиях по большому слалому на Европейском зимнем юношеском олимпийском фестивале 2017 года в Эрзуруме, Турция, где занял 21-е место.
30 января 2019 года он выиграл свою первую гонку FIS, заняв первое место в гигантском слаломе в Пакистане. Также участвовал в юниорском ЧМ по лыжам 2019 года и занял 68-е место в гигантском слаломе. В 2021 году он участвовал в нескольких национальных чемпионатах Европы и занял 17-е место в гигантском слаломе на чемпионате Хорватии в марте 2021 года.
Уста смог квалифицироваться на Зимние Олимпийские игры 2022 года.
На турнире принимал участие в гигантском слаломе. Результат первого заезда 1:17,91, второго заезда 1:24,81, суммарный результат 2:42,72 и итоговое 43-е место.

### Смерть
Уста погиб при пожаре в отеле в Улудаге 27 марта 2025 года в возрасте 24 лет вместе со своим отцом.